# Ama Tutu Muna
Pour les articles homonymes, voir Tutu (homonymie) et Muna.
Ama Tutu Muna, née le 17 juillet 1960 à Victoria (actuel Limbé) est une femme politique camerounaise qui fut ministre des Arts et de la Culture de 2007 à 2015.

## Biographie

### Enfance et éducation
Ama Tutu Muna est née le 17 juillet 1960 à Victoria. Elle y fera ses études primaires et élémentaires, et poursuivra ses études universitaires à Yaoundé; où elle fera des études en Traduction. Elle est la plus jeune des huit enfants nés de Elizabeth Ven Ndingsa et de Salomon Tandeng Muna, ancien Premier Ministre du Cameroun occidental, puis Vice-Président du Cameroun. Parmi ses frères on peut compter : Bernard Muna, ancien Président de l' Alliance des Forces Progressistes et Akere Muna, Président du Conseil de la conférence internationale Anti-Corruption.
Ama Tutu Muna a étudié la linguistique à l'Université de Montréal au Canada, où elle a obtenu son diplôme en 1983.

### Carrière

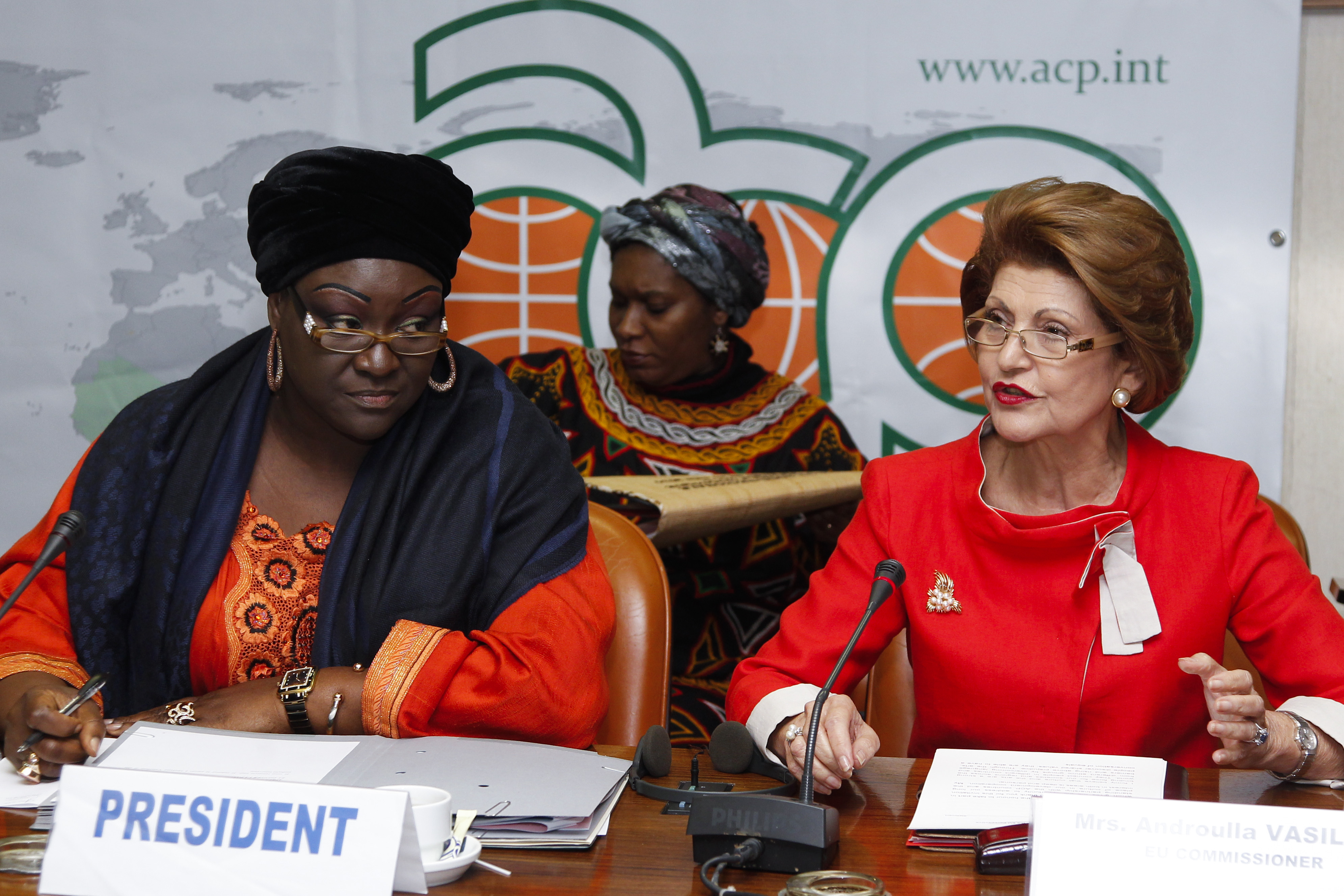
Ama Tutu Muna (à gauche) en 2012, en tant que ministre de la Culture, lors d'un meeting des pays ACP à Bruxelles.

Ama Tutu Muna fut secrétaire d'État au ministère du Commerce de 2004 à 2007. Elle fut nommée ministre des Arts et de la Culture en 2007. Elle a mis sur pied la Coopérative des Femmes de Mbengwi pour améliorer la  condition de la femme en milieu rural et a fondé le Forum des Femmes du Nord-Ouest.
En 2014, Ama Tutu Muna fut critiquée pour avoir transféré des objets d'art de la Région du nord-ouest vers la capitale Yaoundé. Le 22 mai 2015, le premier ministre Philemon Yang lui a intimé l'ordre de dissoudre sous quarante-huit heures la SOCACIM, la société des droits d'auteur qu'elle venait de créer. Sa mauvaise gestion des droits d'auteur lui a valu de ne pas faire partie du nouveau gouvernement à la suite du remaniement du 2 octobre 2015. En février 2016, il lui a été demandé de quitter sa villa de fonction au quartier de Bastos, mais elle a refusé et affirmé qu'elle avait pris des dispositions pour l'acheter. Jusqu'en septembre 2016, elle n'avait toujours pas quitté les lieux,.

## Vie personnelle
Ama Tutu Muna a eu un fils, Efemi Nkweti Muna, né en 1987 et mort dans un accident de circulation le 8 février 2014,.